# Setodes abhiramika
Setodes abhiramika är en nattsländeart som beskrevs av Schmid 1987. Setodes abhiramika ingår i släktet Setodes och familjen långhornssländor. Inga underarter finns listade i Catalogue of Life.